# DoQ
DoQ je specijalizirani televizijski kanal koji se emitira preko satelita i kabela. Dolazi iz produkcije IKO Kabela i konkurencija je ostalim dokumentarno-eudukativnim kanalima kao što su Discovery Channel ili National Geographic Channel.
Postoje dvije verzije DoQ Channela: verzija za zemlje bivše Jugoslavije i verzija za Središnju Europu (Central Europe). DoQ Central Europe sada se emitira u Mađarskoj, Češkoj, Slovačkoj i Rumunjskoj. U brojkama to znači da emitira za tržišta u kojima ima više od 45 milijuna ljudi.

## Vanjske poveznice
- Službene stranice DoQ Central Europe (mađ.)
- Službene stranice IKO Medije  Arhivirana inačica izvorne stranice od 31. ožujka 2010. (Wayback Machine) (mađ.)